# Irán en los Juegos Paralímpicos de Atenas 2004
Irán estuvo representado en los Juegos Paralímpicos de Atenas 2004 por un total de 89 deportistas, 83 hombres y seis mujeres.

## Medallistas
El equipo paralímpico iraní obtuvo las siguientes medallas:
| Nombre | Deporte                   | Evento                    |
| --- | ------------------------- | ------------------------- |
| Oro |                           |                           |
| Siamak Saleh-Farayzadeh | Atletismo                 | Disco F33-34 masculino    |
| Mohamad Sadegui Mehryar | Atletismo                 | Disco F56 masculino       |
| Ali Naderi | Atletismo                 | Jabalina F55-56 masculino |
| Mohamad Reza Mirzai | Atletismo                 | Jabalina F57 masculino    |
| Morteza Dashti | Levantamiento de potencia | –48 kg masculino          |
| Kazem Rayabi | Levantamiento de potencia | –100 kg masculino         |
| Plata |                           |                           |
| Yavad Hardani | Atletismo                 | Disco F38 masculino       |
| Yalil Bagueri Yedi | Atletismo                 | Disco F55 masculino       |
| Davud Alipurian Sadeg Bigdeli Said Ebrahimi Yalil Imeri Ali Golkar Mehdi Hamidzadeh Naser Hasanpur Mohamad Reza Rahimi Ramzan Salehi Isa Zirahi | Voleibol sentado          | Torneo masculino          |
| Bronce |                           |                           |
| Azam Jodayari | Atletismo                 | Disco F56-58 femenino     |
| Mojtar Nurafshan | Atletismo                 | Disco F55 masculino       |
| Alireza Kamalifar | Atletismo                 | Disco F58 masculino       |
| Vahab Salabi | Atletismo                 | Jabalina F42 masculino    |
| Abdolreza Yokar | Atletismo                 | Jabalina F52-53 masculino |
| Avaz Azmudeh | Atletismo                 | Jabalina F54 masculino    |
| Mohsen Amo-Agaei | Atletismo                 | Peso F33-34 masculino     |
| Asgar Zareineyad | Atletismo                 | Peso F40 masculino        |
| Mehrdad Karamzadeh | Atletismo                 | Peso F42 masculino        |
| Golam Hosein Chaltukar | Levantamiento de potencia | –52 kg masculino          |
| Hamzeh Mohamadi | Levantamiento de potencia | –67,5 kg masculino        |
| Reza Boromand | Levantamiento de potencia | –75 kg masculino          |
| Hani Asakereh | Yudo                      | –73 kg masculino          |